# Раевский, Владимир Николаевич (политик)
Владимир Николаевич Раевский (1 декабря 1927, Ярцево, Смоленская губерния — 10 октября 1994, Барнаул, Алтайский край) — председатель Исполнительного комитета Алтайского краевого Совета народных депутатов (1976—1983)

## Биография
Родился в 1927 году в городе Ярцево (ныне — Смоленской области) в семье служащего.
В 1950 году окончил Брянский институт транспортного машиностроения; работал на Барнаульском заводе транспортного машиностроения (мастер, старший мастер, заместитель начальника, начальник цеха, заместитель начальника и начальник производства), с 1960 года — секретарь партийного комитета завода.
В 1962 году избран первым секретарём Октябрьского райкома партии, в 1963 — первым заместителем председателя Барнаульского горисполкома. С 1964 года работал заведующим промышленно-транспортным отделом Алтайского крайкома КПСС.
С 1973 года — первый секретарь Барнаульского горкома партии, с 1974 — второй секретарь Алтайского крайкома КПСС.
С апреля 1976 по март 1983 года — председатель исполнительного комитета Алтайского краевого Совета депутатов трудящихся (с 1977 — Совета народных депутатов).
При его руководстве были приняты решения о сокращении ручного труда в промышленности края, о переселении граждан из бараков и полуподвальных помещений в благоустроенное жилье, об организации краевого центра физкультурно-спортивной работы со школьниками, об открытии мемориального музея В. М. Шукшина в с. Сростки Бийского района и картинной галереи в Павловске (филиал художественного музея Алтайского края).
В марте 1983 года по личной просьбе и состоянию здоровья освобождён от должности председателя Алтайского крайисполкома; работал заместителем заведующего отделом промышленности крайкома КПСС, затем — консультантом, заместителем заведующего социально-экономическим отделом крайкома партии.
Избирался депутатом (от Горно-Алтайской АО) Совета Национальностей Верховного Совета СССР 10-го созыва (1979—1984), депутатом краевого Совета народных депутатов; делегатом XXV съезда КПСС, членом бюро крайкома партии.

## Награды
- три ордена Трудового Красного Знамени
- две медали.